# Cerkiew św. Jerzego w Prawdinsku
Cerkiew pod wezwaniem św. Jerzego Zwycięzcy – prawosławna cerkiew parafialna w Prawdinsku. Należy do dekanatu wschodniego eparchii czerniachowskiej Rosyjskiego Kościoła Prawosławnego.

## Położenie
Świątynia znajduje się przy ulicy Stolarnej.

## Historia

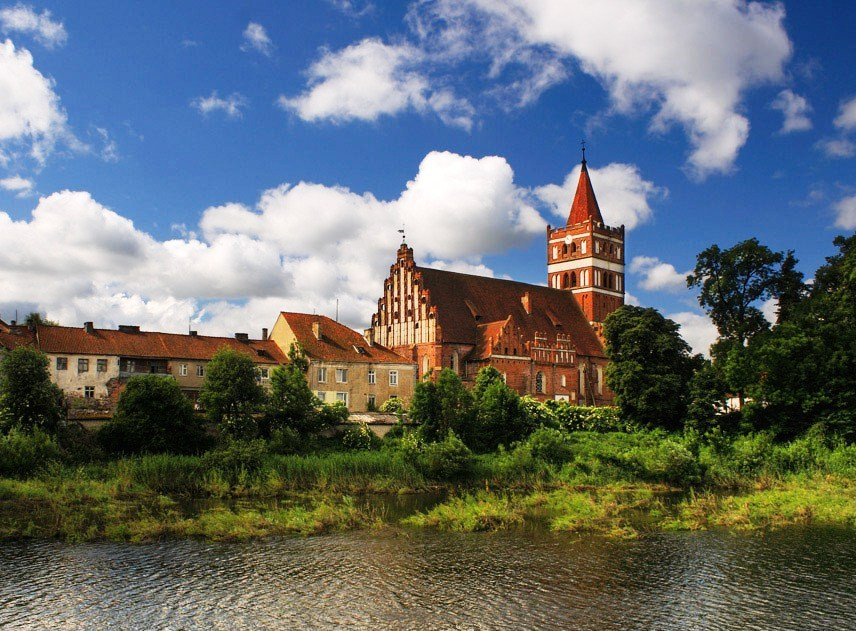
Świątynia w 2018 r.

Dawny kościół katolicki, później luterański. Budowla murowana, w stylu gotyckim, wzniesiona w latach 1360–1380, w miejsce kościoła drewnianego, spalonego w 1347 r. W XV w. świątynię gruntownie przebudowano, m.in. wznosząc pięciokondygnacyjną ceglaną wieżę. Kolejna przebudowa miała miejsce w 1772 r., po pożarze w wyniku uderzenia pioruna – w górnej części wieży wykonano zębaty wieniec oraz dobudowano jej sześciokątne zakończenie; wieża ogółem osiągnęła wysokość 60,6 m. Na wieży, będącej jednocześnie dzwonnicą, zawieszono trzy dzwony.
Podczas walk we Frydlandzie w 1945 r. kościół nie uległ uszkodzeniom, ale został splądrowany. W 1959 r. władze radzieckie uznały wprawdzie kościół za zabytek architektury, jednak nie pozwoliły na użytkowanie obiektu zgodnie z przeznaczeniem. 14 października 1961 r. w budynku kościelnym urządzono magazyn. Brak napraw doprowadził do znacznej dewastacji kościoła (ubytki cegieł, uszkodzenie dachu, zniszczenie ścian).
W 1986 r. władze miejskie postanowiły dokonać niezbędnych napraw kościoła. Zgromadzone w wieńczącej wieżę kuli dokumenty i monety przeniesiono do miejscowego muzeum.
W 1990 r. obiekt został przekazany prawosławnym, a następnie odrestaurowany przez parafian oraz byłych mieszkańców Prawdinska. 27 września 2005 r. świątynia została uroczyście konsekrowana przez metropolitę smoleńskiego i kaliningradzkiego Cyryla.
Decyzją władz obwodu królewieckiego z 23 marca 2007 r., cerkiew zyskała status zabytku kulturowego o znaczeniu regionalnym.